# Polymorphus
 Polymorphus  ist eine Gattung der Kratzwürmer (Acanthocephala), die als Darmparasit vor allem in wildlebenden und domestizierten Wasservögeln wie Schwänen, Enten und Gänsen sowie seltener in Säugetieren lebt.

## Merkmale
Der Rumpf der ausgewachsenen Würmer ist durch eine flache Einschnürung in zwei Bereiche getrennt. Der Rüssel (Proboscis) ist einförmig bis zylindrisch, und artabhängig mit 12 bis 22 Hakenreihen zu jeweils 6 bis 12 Einzelhaken versehen. Diese vergrößern sich zur Rüsselmitte und sind sowohl an der Rüsselbasis als auch an der Rüsselspitze relativ klein.
Die Eier sind spindelförmig mit gattungstypischen Ausbuchtungen in der mittleren Hüllschicht der konzentrischen Eihüllen.

## Lebensweise
Die ausgewachsenen Tiere der Gattung Polymorphus leben als Darmparasiten vor allem im Dünndarm von wildlebenden und domestizierten Wasservögeln wie Schwänen, Enten und Gänsen, einige Arten auch in wasserlebenden Säugetieren. Als Zwischenwirte kommen vor allem Wasserasseln (Asellus aquaticus) sowie Flohkrebse in Frage.

## Arten
Innerhalb der Gattung werden etwa 35 Arten unterschieden und in zwei Untergattungen aufgeteilt. Zu den bekanntesten Arten gehört Polymorphus minutus, der als häufiger Parasit die Acanthocephalose des Geflügels auslöst.